# Mazaea phialanthoides
Mazaea phialanthoides là một loài thực vật có hoa trong họ Thiến thảo. Loài này được (Griseb.) Krug & Urb. mô tả khoa học đầu tiên năm 1897.